# Iris Kiefer
Iris Kiefer (* 20. Jahrhundert) ist eine deutsche Filmproduzentin und ehemalige Drehbuchautorin.

## Leben
Iris Kiefer studierte Komparatistik, Publizistik und Buchwesen, danach war sie Anfang der 1990er Jahre als Drehbuchautorin für die deutsch-polnische Serie Ein Rucksack voller Abenteuer und Stella Stellaris aktiv. 1994 ging sie als Produzentin zu Colonia Media. 2002 wurde sie Programmgeschäftsführerin bei Maran Film in Baden-Baden. Wieder in Köln leitete sie ab 2004 den fiktionalen Bereich bei Filmpool und übernahm 2012 die Geschäftsführung bei Filmpool Fiction.
Zu ihren Arbeiten gehören zahlreiche Fernsehfilme wie Tatort und Polizeiruf-110-Episoden.

## Filmografie (Auswahl)
- 1994: Stella Stellaris (Miniserie, Drehbuch)
- 1995–1996: Jede Menge Leben (Fernsehserie, 367 Folgen)
- Seit 2006: Tatort (Fernsehreihe)
- 2007: Der Novembermann
- 2008: Tod in der Eifel
- 2008: Der Mann an ihrer Seite
- Seit 2010: Polizeiruf 110 (Fernsehreihe)
- 2011: Der Duft von Holunder
- Seit 2014: Kommissar Dupin (Fernsehreihe)
- 2015: Besser als Du
- 2015: Das Gewinnerlos
- 2015: Anderst schön
- 2018: Unschuldig
- 2018: Keiner schiebt uns weg
- 2020: Pohlmann und die Zeit der Wünsche (Fernsehfilm)
- 2020: Polizeiruf 110: Der Verurteilte
- 2021: Polizeiruf 110: An der Saale hellem Strande
- 2022: Polizeiruf 110: Hexen brennen
- 2022: Tatort: Ein Freund, ein guter Freund
- 2022: Polizeiruf 110: Daniel A.
- 2023: Tatort: Geisterfahrt